# Unciaal 089
Unciaal 089 (Gregory-Aland), ε 28 (Soden), is een van de Bijbelse handschriften in de Griekse taal. Het dateert uit de 6e eeuw en is geschreven met uncialen op perkament.

## Beschrijving
Het bevat de tekst van het Evangelie volgens Matteüs (26:2-4, 7-9). De gehele codex bestaat uit 1 blad (36 × 28 cm) en werd geschreven in een kolom per pagina, 17 regels per pagina.
De codex is een representant van het Alexandrijnse tekst-type, Kurt Aland plaatste de codex in Categorie II.

## Geschiedenis
Het handschrift werd verzameld door Konstantin von Tischendorf en Kurt Treu.
Het handschrift bevindt zich in de Russische Nationale Bibliotheek (Gr. 280), in Sint-Petersburg.